# برينت كاريلس
برينت كاريلس (بالإنجليزية: Brent Carelse)‏ (30 مارس 1981 بجوهانسبرغ في جنوب أفريقيا - ) هو لاعب كرة قدم جنوب أفريقي في مركز الوسط. شارك مع منتخب جنوب أفريقيا لكرة القدم. أما مع النوادي، فقد لعب مع أياكس كيب تاون وسوبر سبورت يونايتد وماميلودي صن داونز ونادي هيلانك وChippa United F.C. ‏.

## روابط خارجية
- برينت كاريلس على موقع قاعدة بيانات كرة القدم.إي يو (الإنجليزية)
- برينت كاريلس على موقع ناشيونال فوتبول تيمز (الإنجليزية)
- برينت كاريلس على موقع Soccerway.com (الإنجليزية)